# Roland Lesaffre
Pour les articles homonymes, voir Lesaffre.
Roland Lesaffre est un acteur français, né le 26 juin 1927 à Clermont-Ferrand et mort le 3 février 2009 à l'hôpital du Val-de-Grâce dans le 5e arrondissement de Paris.

## Biographie
Il naît dans l'ascenseur de l'hôpital de Clermont-Ferrand. Après une jeunesse aventureuse, où il s'engage dans la Résistance et puis dans les fusiliers marins et y fait la connaissance de Jean Gabin,,, il fut, après avoir suivi des cours de Maurice Escande, à partir des années 1950 un acteur fétiche de Marcel Carné. Il joua un grand nombre de rôles secondaires, de façon récurrente avec un certain nombre de réalisateurs renommés (Marcel Carné, Sacha Guitry, Alfred Hitchcock, Jean-Pierre Melville, Henri Decoin, etc.). Il obtient le prix du cinéma populiste pour son rôle dans L'Air de Paris, aux côtés d'Arletty. Il se fit moins présent sur les écrans à partir des années 1970.
Il eut une relation sentimentale avec Marcel Carné, bien que lui-même l'ait nuancée : il estimait que les liens entre le cinéaste et lui relevaient de l'« homosensualité » et non de l'homosexualité. Il publia son autobiographie sous le titre Mataf (éditions Pygmalion, 1991). Il fut marié de 1956 à 1962 avec l'actrice Yoko Tani, rencontrée en 1955 au festival de Cannes, puis avec l'actrice Tania Busselier,.
Le terre-plein central du boulevard de Clichy à Paris, entre la rue Caulaincourt et la place Blanche a été baptisé en son honneur en 2014, Promenade Roland-Lesaffre.
Il est inhumé au cimetière Saint-Vincent dans le 18e arrondissement de Paris, au pied de la butte Montmartre, dans la même sépulture que Marcel Carné.

## Filmographie

### Cinéma
- 1950 : La Marie du port de Marcel Carné : Un marin
- 1950 : L'Étrange Madame X de Jean Grémillon : Roland, le garçon de café
- 1950 : Juliette ou la Clé des songes de Marcel Carné : Le légionnaire
- 1951 : Paris est toujours Paris (Parigi è sempre Parigi) de Luciano Emmer : Charles
- 1952 : Casque d'Or de Jacques Becker : Anatole
- 1952 : Nous sommes tous des assassins d'André Cayatte : Le détenu-coiffeur
- 1953 : Quand tu liras cette lettre de Jean-Pierre Melville : Roland
- 1953 : L'Amour d'une femme de Jean Grémillon : Yves
- 1953 : Thérèse Raquin de Marcel Carné : Riton, le matelot maître-chanteur
- 1954 : L'Air de Paris de Marcel Carné : André Ménard
- 1955 : La Main au collet (To Catch a Thief) d'Alfred Hitchcock : Claude
- 1955 : Si Paris nous était conté de Sacha Guitry : Un royaliste
- 1956 : Soupçons de Pierre Billon : Raymond Dellez
- 1956 : Crime et Châtiment de Georges Lampin : L'ouvrier accusé
- 1956 : La Loi des rues de Ralph Habib : Le Grêlé
- 1957 : La Bonne Tisane de Hervé Bromberger : Roger
- 1957 : Filous et Compagnie de Tony Saytor : Fernand, le chauffeur
- 1957 : Méfiez-vous fillettes de Yves Allégret : Paul
- 1958 : Amour, autocar et boîtes de nuit de Walter Kapps : Albert
- 1958 : Les Tricheurs de Marcel Carné : Roger
- 1959 : Le Septième Jour de Saint-Malo de Paul Mesnier : François
- 1960 : La Fête espagnole de Jean-Jacques Vierne : Marcel Nancini
- 1960 : Terrain vague de Marcel Carné : Big Chief
- 1961 : Les Menteurs d'Edmond T. Gréville : Clément
- 1963 : L'Accident d'Edmond T. Gréville : Le Goualec
- 1963 : Du mouron pour les petits oiseaux de Marcel Carné : Le protestant prosélyte siphonné
- 1963 : Le Bluffeur de Sergio Gobbi : Philippe
- 1963 : Parias de la gloire d'Henri Decoin : La Coquille
- 1965 : L'Or du duc de Jacques Baratier : Le conducteur de la RATP
- 1965 : Pas de panique de Sergio Gobbi : François Toussaint
- 1965 : Trois chambres à Manhattan de Marcel Carné : Le protestant siphonné
- 1966 : Destination: planète Hydra ( 2+5 missione Hydra) de Pietro Francisci : Professeur Solmi
- 1967 : Le Bal des voyous de Jean-Claude Dague : L'inspecteur Fougas
- 1967 : Les Jeunes Loups de Marcel Carné : Albert
- 1968 : Traquenards de Jean-François Davy : Bob
- 1969 : Le Bourgeois gentil mec de Raoul André : L'inspecteur
- 1970 : Les Enfants de Caïn de René Jolivet
- 1970 : Les Assassins de l'ordre de Marcel Carné : Saugeat
- 1970 : Les Coups pour rien de Pierre Lambert : Michel
- 1970 : Le Mur de l'Atlantique de Marcel Camus : Le faux résistant
- 1971 : Kisss.... de Jean Lévitte : L'inspecteur
- 1974 : La Merveilleuse Visite de Marcel Carné : Ménard
- 1975 : Il faut vivre dangereusement de Claude Makovski : Édouard Lory
- 1975 : Maître Pygmalion de Hélène Durand et Jacques Nahum
- 1981 : Salut, j'arrive de Gérard Poteau : L'agent à la fourrière
- 1985 : Carné, l'homme à la caméra de Christian-Jaque (documentaire) : Lui-même
- 1988 : Bernadette de Jean Delannoy : François Soubirous
- 1989 : La Passion de Bernadette de Jean Delannoy : François Soubirous
- 1990 : Dames galantes de Jean-Charles Tacchella : Canillac

### Télévision

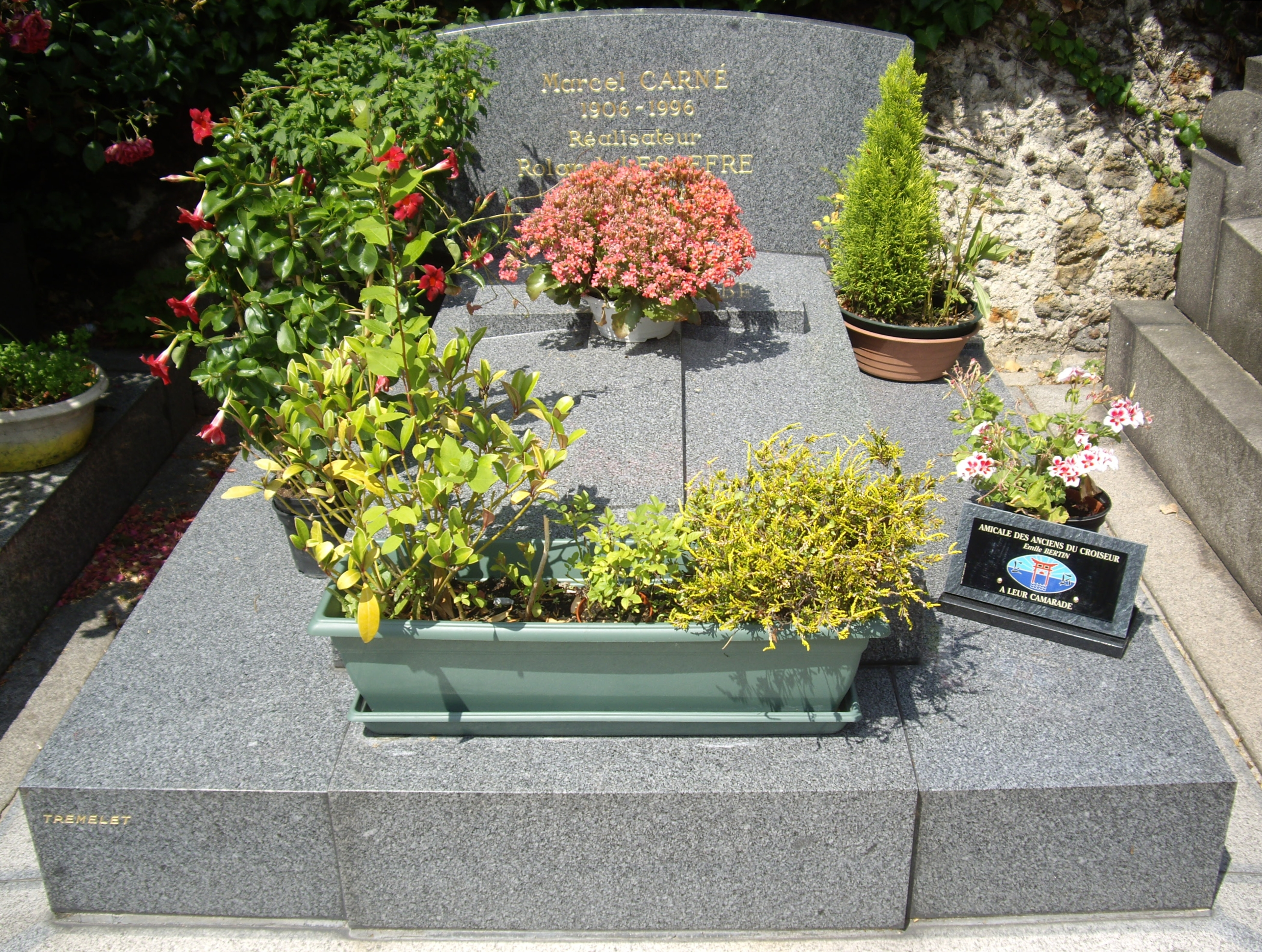
Tombe de Marcel Carné et Roland Lesaffre au cimetière Saint-Vincent

- 1965 : Les Survivants (série télévisée) : Dréval
- 1967 : Allô Police (série télévisée, saison 1, épisode 13, L'Affaire Dreux)
- 1969 : S.O.S fréquence 17 (série télévisée, saison 1, épisode 1, Chien à abattre)
- 1971 : Madame êtes-vous libre ? (série télévisée) : Casanova
- 1974 : Eugène Sue de Jacques Nahum (téléfilm) : Le préfet
- 1975 : Les Grands Détectives (série télévisée, saison 1, épisode 1, L’Inspecteur Wens : Six Hommes morts) : Tignol
- 1980 : Opération Trafics (série télévisée, saison 3, épisode 4, La Sainte Famille) : Raymond
- 1981 : Au bout du chemin de Daniel Martineau (téléfilm) : Le facteur
- 1981 : Mon ami Socia de Daniel Martineau (téléfilm) : Le gardien de l'aquarium / le garde champêtre
- 1981 : Cinéma 16 (série télévisée, épisode 4, Au bout du chemin) : Le facteur
- 1983 : Cinéma 16 (série télévisée, épisode 126, Venise attendra) : Serra
- 1988 : Le Retour d'Arsène Lupin (série télévisée, saison 1, épisode 4, Le Triangle d'or) : René
- 1995 : Le Retour d'Arsène Lupin (série télévisée, saison 2, épisode 2, La Robe de diamants) : Jérôme

## Distinctions

### Décorations
- Chevalier de la Légion d'honneur, à titre militaire
- Officier de l'ordre national du Mérite
- Officier de l'ordre des Arts et des Lettres[9]